# Bulbophyllum hellwigianum
Bulbophyllum hellwigianum é uma espécie de orquídea (família Orchidaceae) pertencente ao gênero Bulbophyllum. Foi descrita por Friedrich Fritz Wilhelm Ludwig Kraenzlin e Otto Warburg em 1893.